# 21110 Karlvalentin
21110 Karlvalentin este un asteroid din centura principală, descoperit pe 4 septembrie 1992, de Freimut Börngen și Lutz Schmadel.